# 激突!サウンド・フィーバー
『激突!サウンド・フィーバー』（げきとつサウンドフィーバー）は、ニッポン放送が1978年10月9日から1979年3月30日まで毎週月曜日 - 金曜日の20:00 - 21:00に編成していた番組のレーベル枠とそのタイトル。

## 概要
本枠が編成されていた期間はニッポン放送ショウアップナイターのナイターオフ期間。当時ニッポン放送のナイターオフ20時台の枠はナイターオフ期間ごとに日替わりで異なるパーソナリティによる5本の番組を並べる編成をしており、1976年度の「ねらえ!サウンドライフ」から1時間（55分）枠でのこの体制が続いており、本枠はその3年目（「ねらえ!サウンドライフ」は19:30 - 20:30の放送だったが、次年度1977年度からその日替わり番組枠が20:00 - 21:00の枠に移動し、これ以後この枠での日替わり番組枠が定着）。キャッチコピーは「のって・とんで・フィーバー サウンド仲間のホットなヤングタイム」。
1時間（55分）枠では1982年度の「オジンはバッテン!まるごとヤングミュージック」まで、その後30分枠になってからも1984年度の第9弾「KISS KISS シンドローム」までこの編成が続いた。

## 各番組の概要
曜日ごとにパーソナリティの異なる以下の5本の番組で構成されていた。
月曜「山口百恵のカラフル・ポップコーン」
- パーソナリティは山口百恵と、1976年度の「ねらえ!サウンドライフ」水曜の「フォーエバーフォーク」以来コンビを組んで3年目となる大石悟郎。はがきの読み上げは主に大石が務めていた。
- 主なコーナーは以下の通り。
  - 『月曜ロードショー』- ラジオドラマコーナー。リスナーからドラマの内容、お題のリクエストも受け付けていた。
  - 『ひとりぼっちの紙芝居』- 百恵による朗読のコーナー。
- 旭光学（現・PENTAX）の一社提供[1]。

火曜「さだまさしのきままな夜間飛行」
- 番組テーマ曲はさだの曲『最終案内』。
- 角川書店グループの一社提供[1]。

水曜「ピンク・レディーのスーパー・ポップ・ステーション」
- 主なコーナーに「ミーとケイの星占い」など[3]。
- T&Cの提供[1]。

木曜「榊原郁恵と神谷明の娘ざかり青春ベストテン」
- 主なコーナーに「コントベストテン」「うそみたいな本当の話」など[5]。
- 榊原と神谷は2年後、1980年10月スタートのザ・リクエストパレード金曜『郁恵と明のはなきんパーティー』で再びコンビを組んでパーソナリティを務めている。

金曜「杉田二郎と渡辺真知子のサウンド・グラフィティ 俺たち音楽仲間」
- 杉田二郎と渡辺真知子のパーソナリティの他に、ゲストを交えて番組が進行された。
- ゲスト出演者は以下の通り。

- 岡林信康 （1978年10月20日）
- 吉田拓郎 （1978年11月3日、1979年1月12日・1月19日）
- 泉谷しげる （1978年11月10日）
- 加藤登紀子 （1978年11月17日）
- 風 （1978年12月1日）
- 五輪真弓 （1978年12月8日）
- 南こうせつ （1978年12月15日）
- オフコース （1978年12月22日）

- アリス （1979年2月2日・2月9日）
- 瀬戸龍介 （1979年2月16日）
- 尾崎亜美 （1979年2月23日）
- 松任谷由実 （1979年3月2日）
- かまやつひろし （1979年3月9日）
- 加山雄三 （1979年3月23日）
- 森山良子 （1979年3月30日）

- 杉田二郎の「俺たち音楽仲間」としてはその後も、1979年10月〜1980年3月の間は越美晴をパートナーに毎週日曜日20:00〜21:00枠で、1980年10月〜1981年3月の間にも毎週日曜日21:00〜22:00枠でそれぞれ放送された。
- 学生援護会の一社提供[1]。

## ネット局
- STVラジオ：火〜木 20:00 - 21:00（さだまさし、ピンク・レディー、榊原郁恵・神谷明の3番組のみ）[5]
- 北日本放送：火〜金 20:00 - 21:00（山口百恵の月曜は放送無し）[4]
- KBS京都：月・火・木・金 20:00 - 21:00
  - （ピンク・レディーの水曜は放送無し、代わりに水曜は自社制作によりニティ山崎のパーソナリティでタイトルもそのまま『激突!サウンド・フィーバー』で放送（企画ネット番組の形態）[6]）
- 山口放送：火〜金 20:00 - 21:00（山口百恵の月曜は放送無し）[3]
- 西日本放送：月・水〜金 20:00 - 20:55（さだまさしの火曜は放送無し、火曜は『ゴールデン・ワイド』（TBSラジオ制作、JRN系列ネット）の『サブちゃんの演歌街道まっしぐら』を放送。）[7]
- 静岡放送：土曜 19:00 - 20:00（ピンク・レディーのみ、この枠で放送）[8]
他